# Santa Rosa, Navojoa
Santa Rosa är en ort i Mexiko.   Den ligger i kommunen Navojoa och delstaten Sonora, i den nordvästra delen av landet, 1 400 km nordväst om huvudstaden Mexico City. Santa Rosa ligger 60 meter över havet och antalet invånare är 137.
Terrängen runt Santa Rosa är huvudsakligen platt, men åt nordost är den kuperad. Santa Rosa ligger nere i en dal. Runt Santa Rosa är det ganska glesbefolkat, med 36 invånare per kvadratkilometer. Närmaste större samhälle är Tetapeche, 3,9 km sydväst om Santa Rosa. I omgivningarna runt Santa Rosa växer huvudsakligen savannskog.